# Matti Järvinen
Matti Henrikki Järvinen (18. února 1909 Tampere – 22. července 1985 Helsinki) byl finský atlet, olympijský vítěz v hodu oštěpem z roku 1932.

## Sportovní kariéra
Nejúspěšnější oštěpař ve 30. letech 20. století. Zvítězil na olympiádě v Los Angeles v roce 1932 a dvakrát zvítězil na mistrovství Evropy – v letech 1934 a 1938. Na olympiádě v Berlíně v roce 1936 startoval se zraněním a skončil pátý. V letech 1930 až 1936 vytvořil desetkrát světový rekord v hodu oštěpem (nejlepší výkon 77,23 m v roce 1936).

## Zajímavost
Järvinenovu památku připomíná věž před olympijským stadiónem v Helsinkách, která je vysoká 72 metrů a 71 centimetrů, tedy přesně tolik, jako měřil jeho vítězný olympijský hod.